# Glasvezellaser

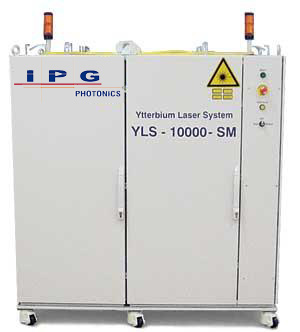
Een commerciële glasvezellaser met ytterbium van 10 kW vermogen single mode

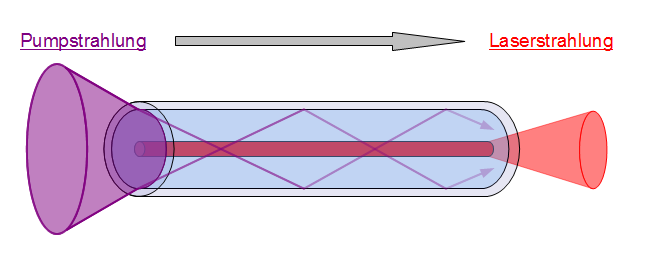
Kwartsglasvezel met twee mantels: langs achter gaat de pompstraling van de diodelaser in de mantel en van voor komt de laserstraling uit de kern.

Principe van optisch pompen met vier energieniveaus

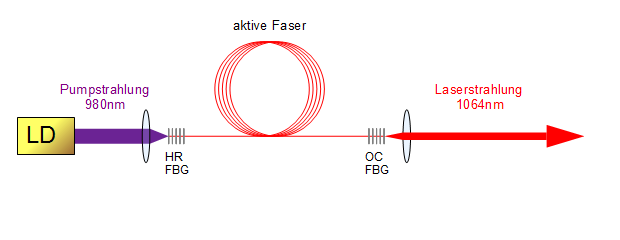
Met een diodelaser gepompte glasvezellaser: LD = diodelaser, FBG = Fiber Bragg Grating, HR = Hoge Reflectie spiegel, OC = Output Coupler.

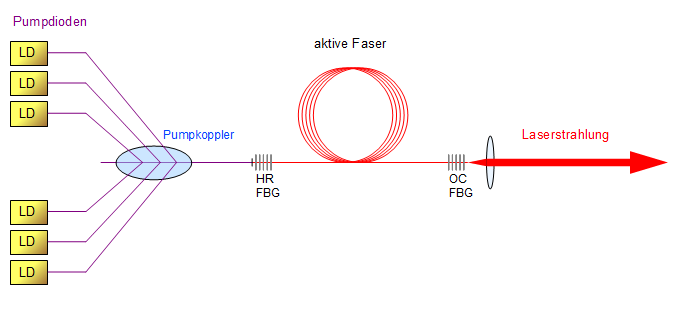
Met meerdere diodelasers optisch gepompte glasvezellaser

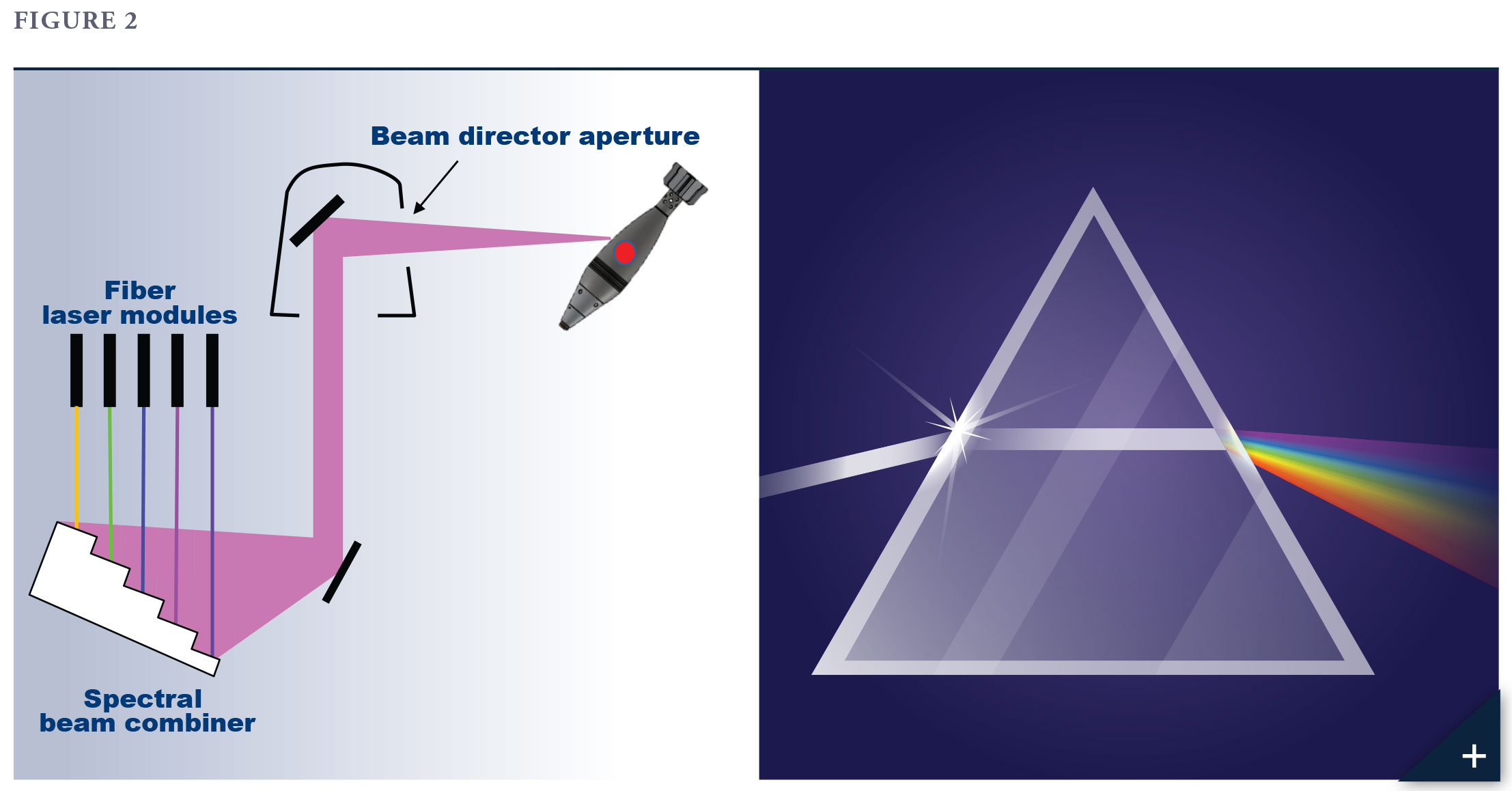
Samenvoegen van vijf glasvezellasers met licht verschillende golflengten in een straalwapen voor luchtafweer

Een glasvezellaser is een vastestoflaser in het nabije infrarood waarbij het lasermedium een met zeldzame aardmetaal gedoteerde kwartsglasvezel is.
Glasvezellasers hebben een hoog rendement tot 30%, uitstekende straalkwaliteit tot single mode bij de diffractielimiet, een levensduur rond 20.000 uur en een compacte, eenvoudige en robuuste opbouw. Er is 100 kW vermogen bereikt.

## Opbouw
De kern van de kwartsglasvezel van typisch 10 µm heeft een hogere brekingsindex dan de mantel van typisch 250 µm en is gedoteerd met circa 1% aluminium en 0,1 % van een zeldzaam aardmetaal zoals ytterbium, neodymium, erbium, holmium, dysprosium, praseodymium, of thulium dat vier energieniveaus heeft: een grondniveau 0, een hoog aangeslagen niveau 3 en twee tussenniveaus 2 en 1. De kleine overgangen van 4 naar 3 en van 2 naar 1 verlopen sneller dan de grote overgang van 3 naar 2.  Zo ontstaat populatie-inversie die laserwerking mogelijk maakt. De golflengte van het laserlicht en de vereiste golflengte voor optisch pompen hangt af van het materiaal van de dotering, bij voorbeeld 1064 nm voor neodymium. De gewenste golflengte van de laserstraling hangt dan weer af van de toepassing, bij voorbeeld erbium (1545 nm) of holmium voor medische toepassingen.
Pompen van grondniveau 0 naar hoog aangeslagen niveau 3 gebeurt meestal optisch: vroeger met een xenonlamp of een kryptonlamp, maar efficiënter met een of meerdere diodelasers, die de precieze golflengte hebben om van grondniveau 0 naar hoog niveau 3 aan te slaan.
Om het licht van de diodelasers in de gedoteerde kwartsglasvezel te brengen bestaan verschillende methodes. De diodelasers kunnen ofwel rechtstreeks in de kern van de glasvezel gekoppeld worden, of in de mantel van de glasvezel rondom de kern. Een glasvezel met twee mantels laat een hoger vermogen toe.
De resonator kan bestaan uit twee spiegels, bij voorbeeld de eindvlakken van de kwartsglasvezel met een geschikte spiegellaag. De resonator kan ook bestaan uit Braggroosters die met een ultraviolet excimerlaser van bijvoorbeeld KrF* van 248 nm golflengte in de eindvlakken van de kwartsglasvezel geëtst zijn.

## Geschiedenis
In 1961 bestudeerde Elias Snitzer de voortplanting van licht in glasvezels en hij zag de mogelijkheid van een glasvezellaser.
In 1988 beschreef hij een doorheen de mantel van een glasvezel gepompte lichtversterker.
Rond 1990 kwamen de eerste glasvezellasers op de markt.

## Toepassingen
- Lassen,[6][7][8] snijden,[9][10] boren, markeren,[11] solderen en harden bijvoorbeeld in de auto-industrie of de scheepsbouw.
- Onderzeekabels, waarbij de glasvezellaser het lichtsignaal versterkt.
- Medische toepassingen in oftalmologie, orthopedie, urologie en oncologie.[12]
- Onderzoek naar femtoseconde laserpulsen door passieve modekoppeling en solitons.[13][14]
- Straalwapens voor luchtafweer, waarbij meerdere glasvezellasers samengevoegd worden.[15][16][17]